# Campeonato Carioca de Futebol de 1989 - Segunda Divisão
O Campeonato Carioca da Segunda Divisão de 1989 foi uma edição da segunda divisão do campeonato estadual de futebol profissional do Rio de Janeiro. A competição foi organizada pela Federação de Futebol do Estado do Rio de Janeiro (FERJ).
Foram promovidos ao final do certame para a Primeira Divisão: América-TR (campeão) e Campo Grande (vice-campeão) para os lugares de Volta Redonda e Olaria, rebaixados.

## Participantes
O Campeonato Estadual da Segunda Divisão teve a presença das seguintes agremiações:
- América-TR, de Três Rios
- Bonsucesso Futebol Clube, do Rio de Janeiro
- Campo Grande Atlético Clube, do Rio de Janeiro
- Friburguense Atlético Clube, de Nova Friburgo
- Goytacaz Futebol Clube, de Campos
- Madureira Esporte Clube, do Rio de Janeiro
- Mesquita Futebol Clube, de Nova Iguaçu
- Esporte Clube Miguel Couto, de Nova Iguaçu
- Paduano Esporte Clube, de Santo Antônio de Pádua
- Associação Atlética Portuguesa, do Rio de Janeiro
- Rubro Atlético Clube, de Araruama
- São Cristovão de Futebol e Regatas, do Rio de Janeiro
- Tomazinho Futebol Clube, de São João de Meriti
- União Nacional Futebol Clube, de Macaé